# 제주동초등학교
제주동초등학교는 대한민국 제주특별자치도 제주시 건입동에 있는 공립 초등학교이다.

## 학교 연혁
- 1941년	3월 31일 용담간이학교 설립(제주향교)
- 1943년	3월 31일 제주서공립국민학교로 인가
- 1943년	5월 17일 제주서공립국민학교 개교
- 1943년	7월 31일 제주욱(旭)공립국민학교로 명칭 변경
- 1945년	10월 11일 위치 변경(제주남공립국민학교 교사)
- 1946년	10월 21일 제주동공립국민학교로 명칭 및 위치 변경(옛 연무정 터)
- 1968년	3월 1일 일도국민학교 분리(18학급 1,100여명)
- 1981년	9월 1일 인화국민학교 분리(289명)
- 1984년	3월 1일 병설유치원 설립인가(1학급)
- 1996년	3월 1일 제주동초등학교로 개칭
- 2003년	3월 1일 유네스코 협동학교 가입
- 2009년	5월 30일 운동장 인조잔디 및 우레탄 트랙 설치
- 2011년	3월 1일 교육실습(영양) 협력학교(2년)
- 2012년	3월 1일 유치원 4학급 인가
- 2013년	2월 15일 제66회 졸업(총 졸업생 21,166명)
- 2013년	3월 1일 초등학교 30학급(특수2학급 포함) 인가
- 2013년	11월 14일 남쪽 울타리 개수 공사 및 동관 수목원 조성
- 2014년	8월 12일 운동장 정비(놀이시설 포함)
- 2014년	10월 22일 주차장 포장 및 교실 앞 목재테크 설치
- 2014년	11월 29일 학생용 사물함 교체(전학년)
- 2016년	3월 1일 27학급(특수 1학급 포함) 인가
- 2017년	2월 10일 제70회 졸업(남 52 여 74 계 126명/ 총 졸업생 21,667명)
- 2017년	3월 1일 25학급(특수 1학급 포함) 인가
- 2017년	3월 1일 제35대 김상수 교장 부임
- 2019년 1월 22일 다목적 체육관 사업 착공
- 2019년 1월 25일 제72회 졸업(남:53명, 여:44명, 계97명, 총 21,866명 졸업)
- 2019년 3월 1일 제36대 양도필 교장 부임
- 2019년 3월 1일 병설유치원3학급, 초등22학급(+특수1) 인가
- 2019년 3월 1일 ★유네스코학교 ★다문화중점학교 ★디지털교과서선도학교 ★학교폭력예방 연구학교 운영(2년)

## 참고 자료
- 제주동초등학교 - 한국교육학술정보원 학교알리미